# 4814 Casacci
4814 Casacci è un asteroide della fascia principale. Scoperto nel 1978, presenta un'orbita caratterizzata da un semiasse maggiore pari a 3,2348016 UA e da un'eccentricità di 0,1846200, inclinata di 1,45035° rispetto all'eclittica.
L'asteroide è dedicato all'astrofilo italiano Claudio Casacci.